# Coque

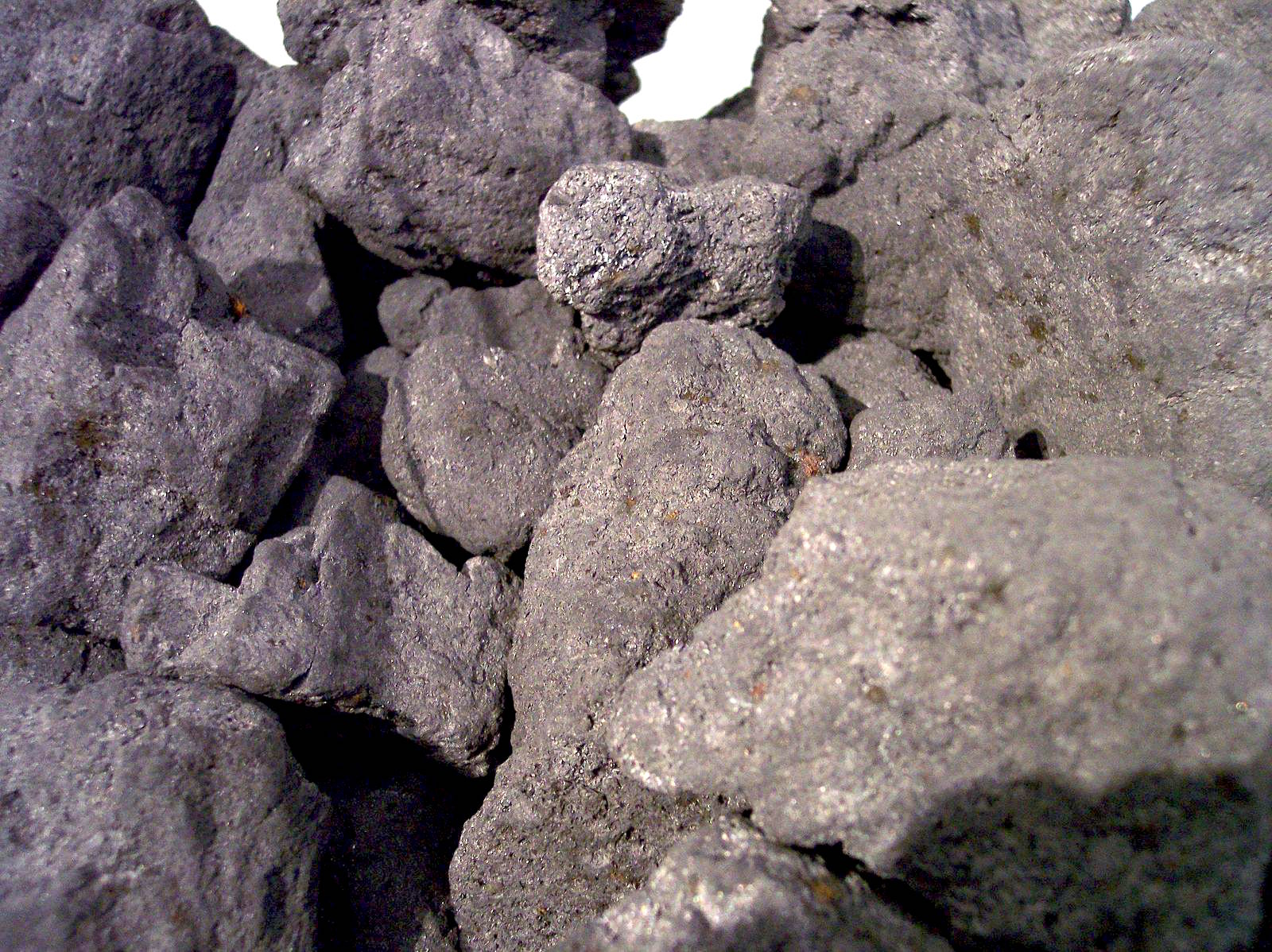
Coque

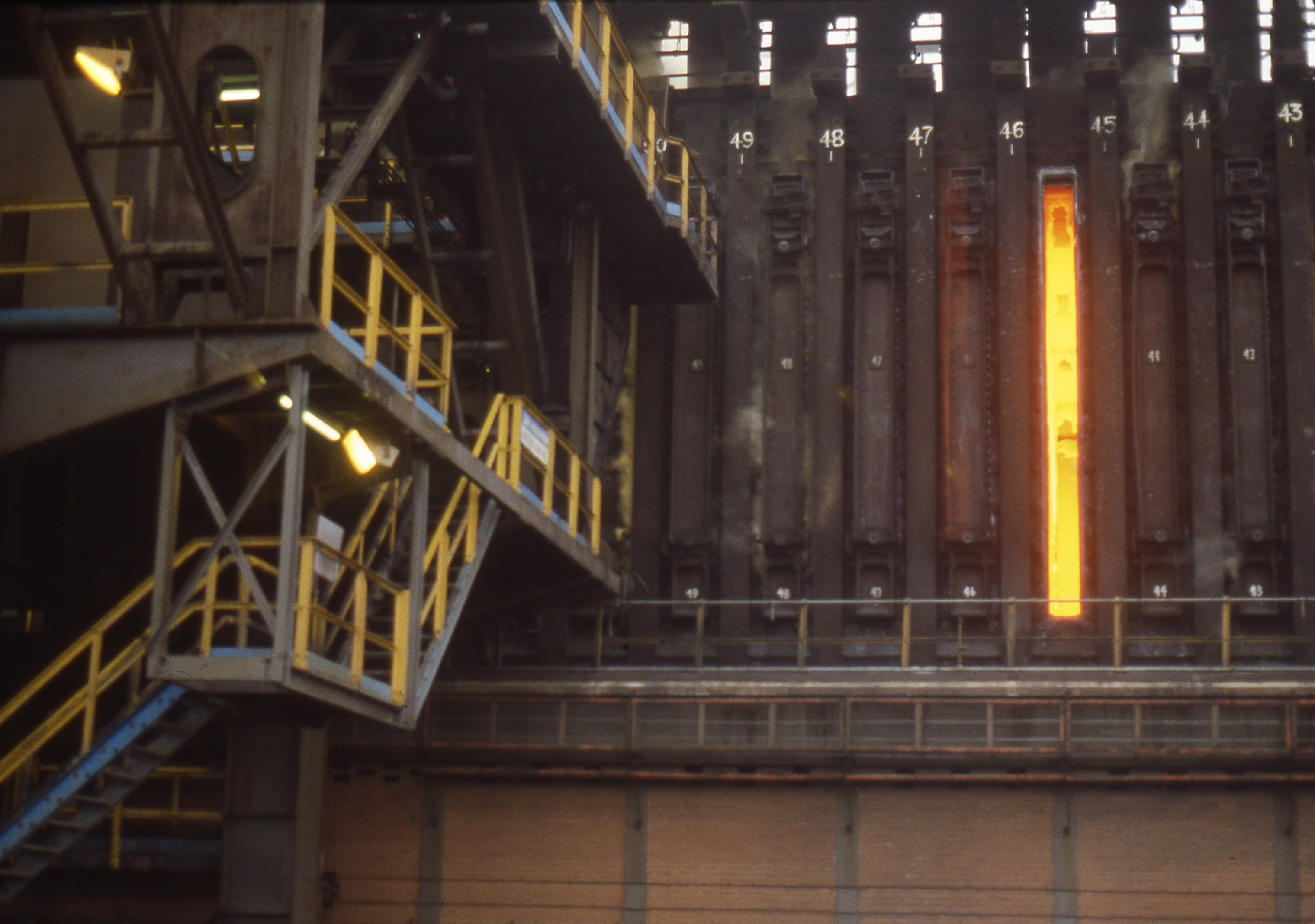
Hornos de coque en el sur de Gales.

El coque es un combustible sólido formado por la destilación de carbón bituminoso calentado a temperaturas de 500 a 1100 °C sin contacto con el aire. El proceso de destilación implica que se eliminan el alquitrán, gases y agua. Este combustible o residuo se compone entre un 90 y un 95 % de carbono. El nitrógeno, oxígeno, azufre e hidrógeno están presentes en cantidades menores. Es poroso y de color negro a gris metálico. El coque se utiliza en grandes cantidades en altos hornos para la elaboración de hierro aprovechando de las siguientes reacciones químicas:
Fe2O3 + 3CO → 2Fe + 3CO2
FeO + CO → Fe + CO2
Además de carbón mineral se han usado otros materiales como turba, carbón vegetal y petróleo crudo para elaborar materiales llamados coque, en este último caso se trata de coque de petróleo. En cuanto a temperatura de producción existen dos tipos de coque: el coque de alta temperatura, formado entre los 900 y los 1100 °C, y el de baja temperatura, formado entre los 500 y los 700 °C.
El coque es un combustible que se utiliza en la industria de la fundición de aluminio, acero y otros metales.

## Historia
Se sabe que por lo menos desde el siglo IX se empleaba coque para calentar y cocinar en China. En las primeras décadas del siglo XI los forjadores chinos de la cuenca del río Amarillo ya usaban coque en sus hornos, solucionando el problema de habitar una región con pocos árboles.

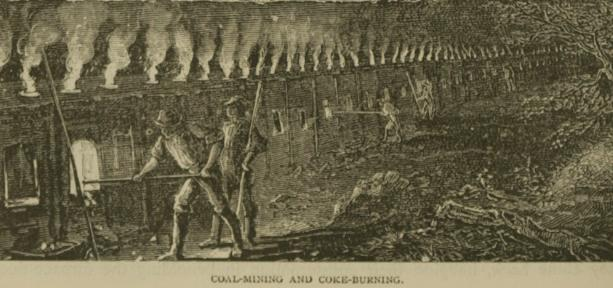
Quema de coque durante la Revolución Industrial. Imagen de 1879.

En cuanto a Europa se sabe que en 1603 el inventor inglés Hugh Plat observó que el carbón podría calcinarse de manera igual que se hace con la madera cuando se produce carbón vegetal. Este proceso no se puso en práctica en Inglaterra hasta 1642 cuando se empleó coque para tostar malta en Derbyshire. El proceso para producir coque extrayendo sus gases empezó alrededor del año 1800 aunque la fabricación de coque mediante métodos simples se conocía ya hace siglos. En la Inglaterra de la Revolución Industrial los primeros trenes a vapor funcionaban con coque como combustible lo que producía una gran cantidad de emisiones de gas. Esto provocó la aparición de legislación ambiental que obligaba a las locomotoras a "consumir su propio humo". Hasta la década de 1960 se usaba coque para calentar hogares pero desde entonces ha sido reemplazado en este uso por petróleo, gas natural y energía eléctrica.